# 名古屋スバル自動車
名古屋スバル自動車株式会社（なごやスバルじどうしゃ）は、愛知県名古屋市北区落合町に本社を置くSUBARUの販売会社。

## 沿革
- 1958年（昭和33年） - 名古屋鉄道の全額出資により設立。本社を名古屋市中村区笹島に設置（現在は株式会社SUBARU 100％出資)。[1]。販売区域は愛知・岐阜・三重。
- 1959年（昭和34年） - 三重県四日市市に「三重営業所」を開設。
- 1960年（昭和35年） - 岐阜県岐阜市に「岐阜営業所」を開設。
- 1961年（昭和36年） - 本社を名古屋市東区久屋に移転。
- 1974年（昭和49年） - 本社を名古屋市北区楠町如意長ノ嶋(現 北区落合町)に移転。
- 1975年（昭和50年） - 岐阜スバル自動車・三重スバル自動車を分離する[1]。
- 1981年（昭和56年） - 国道41号線拡張を伴いに本社を新築建替え。
- 1988年（昭和63年） - スウェーデン ボルボ車の販売取扱いを開始(2006年ボルボ事業撤退)。
- 2009年（平成21年） - 岐阜スバル自動車株式会社・三重スバル自動車株式会社の株式を100%取得。完全子会社化とする。
- 2009年（平成21年） - 名古屋・岐阜・三重の東海地区スバルグループとして統括会社体制とする。
- 2016年（平成28年） -  本社社屋を隣接地（旧部品センター）へ移転。

## 店舗
- 愛知県下において、新車22店舗・中古車6店舗の販売店を展開している[WEB 2]。ただし、東三河地方においては展開していない[1]。

### WEB
1. 1 2 3 4 5 6 7  “会社概要”.   名古屋スバル自動車. 2015年3月31日閲覧。
2. ↑  “店舗一覧”.   名古屋スバル自動車. 2016年8月2日閲覧。

### 文献
1. 1 2 3 4 5  中部経済新聞社 2014, p. 818.
2. 1 2  名古屋スバル自動車株式会社 第82期決算公告